# 两水镇
两水镇，是中华人民共和国甘肃省陇南市武都区下辖的一个乡镇级行政单位。

## 行政区划
两水镇下辖以下地区：
后村社区、前村社区、后坝社区、后坝村、前村、后村、庙坪村、谢家坡村、寨子村、杜家沟村、两水村、马入崖村、三墩沟村、黄栌坝村、烟墩沟村、土门垭村、清水坪村、龙王山村、段河坝村、马尾巴村和朱家山村。